# Copa del Món de Futbol de 2030
La Copa del Món de Futbol de 2030 serà la XXIV edició de la Copa del Món masculina de la FIFA, que tindrà lloc a l'estiu de 2030 a Espanya, Marroc i Portugal. Serà el primer cop en la història de la competició en què tres països de dos continents diferents ostenten l'organització de l'esdeveniment. Addicionalment, en commemoració del centenari de la celebració de la primera Copa del Món a l'Uruguai, aquest país, juntament amb l'Argentina, i el Paraguai, disputaran el seu partit inaugural com a amfitrions, presentant-se aíxi el fet únic que es disputaran partits de la competició a sis països de tres continents diferents, la qual cosa ha estat objecte de crítiques.